# Notropis suttkusi
Notropis suttkusi är en fiskart som beskrevs av Christopher John Humphries och Cashner, 1994. Notropis suttkusi ingår i släktet Notropis och familjen karpfiskar. Inga underarter finns listade i Catalogue of Life.